# محمد علي التومي
محمد علي التومي ولد في 19 فبراير 1974 في قرقنة، هو سياسي تونسي، ينتمي إلى حزب البديل التونسي.

## السيرة الذاتية
محمد علي التومي متحصل على الأستاذية من المعهد العالي للمحاسبة وإدارة المؤسسات بتونس. أشرف على إدارة العديد من وكالات الأسفار قبل أن يؤسس وكالته الخاصة. انتخب رئيسا للجامعة التونسية لوكالات الأسفار والسياحة بين 2011 و2018.

سياسيا، كان التومي من مؤسسي حزب البديل التونسي في 2018. في 27 فبراير 2020، اختير وزيرا للسياحة والصناعات التقليدية في حكومة إلياس الفخفاخ.